# کلارنس بارلو
کلارنس بارلو (انگلیسی: Clarence Barlow; ۲۷ دسامبر ۱۹۴۵ – ۲۹ ژوئن ۲۰۲۳) آهنگساز اهل بریتانیا بود.